# Club Sportivo Firenze 1922-1923
Questa pagina raccoglie le informazioni riguardanti il  Club Sportivo Firenze nelle competizioni ufficiali della stagione 1922-1923.

## Rosa
| N. |                   | Ruolo | Calciatore           |
| -- | ----------------- | ----- | -------------------- |
|    | Italia (bandiera) | C     | Ottavio Baccani      |
|    | Italia (bandiera) | A     | Banchieri            |
|    | Italia (bandiera) | D     | Italo Bandini        |
|    | Italia (bandiera) | A     | Boncinelli           |
|    | Italia (bandiera) | D     | Carocci (II)         |
|    | Italia (bandiera) | A     | Silvio Carocci (I)   |
|    | Italia (bandiera) | A     | Giovanni Carulli     |
|    | Italia (bandiera) | P     | Brunetto Chiaramonti |
|    | Italia (bandiera) | A     | Conti                |
|    | Italia (bandiera) | A     | Frosali (III)        |

| N. |                     | Ruolo | Calciatore        |
| -- | ------------------- | ----- | ----------------- |
|    | Italia (bandiera)   | A     | Frosini           |
|    | Italia (bandiera)   | C     | Giuseppe Galluzzi |
|    | Italia (bandiera)   | C     | Marcello Guidi    |
|    | Italia (bandiera)   | C     | Lenzi             |
|    | Italia (bandiera)   | A     | Marchiori         |
|    | Italia (bandiera)   | C     | Monsani           |
|    | Svizzera (bandiera) | A     | Arthur Nüfer      |
|    | Italia (bandiera)   | D     | Ernesto Romeo (I) |
|    | Italia (bandiera)   | A     | Rossati           |
|    | Italia (bandiera)   | D     | Giovanni Santoni  |